# 第80回天皇杯・第71回皇后杯 全日本総合バスケットボール選手権大会
第80回天皇杯・第71回皇后杯 全日本総合バスケットボール選手権大会（だい80かいてんのうはい・だい71かいこうごうはい ぜんにほんそうごう―せんしゅけんたいかい）は、2005年1月2日から10日まで開催された全日本総合バスケットボール選手権大会である。

## 出場チーム

### 男子
JBL
- アイシンシーホース（スーパーリーグ1位）
- 三菱電機メルコドルフィンズ（スーパーリーグ3位）
- オーエスジーフェニックス（スーパーリーグ5位）
- 日立サンロッカーズ（スーパーリーグ7位）
- さいたまブロンコス（日本リーグ1位）
- 東京海上日動ビッグブルー（日本リーグ3位）

- 東芝ブレイブサンダース（スーパーリーグ2位）
- 松下電器パナソニックスーパーカンガルーズ（スーパーリーグ4位）
- トヨタ自動車アルバルク（スーパーリーグ6位）
- 新潟アルビレックス（スーパーリーグ8位）
- 日立電線ブルドッグス（日本リーグ2位）
- 豊田通商ファイティングイーグルス（日本リーグ4位）

学生
- 慶應義塾大学（1位）
- 日本大学（3位）
- 日本体育大学（5位）
- 東海大学（7位）

- 専修大学（2位）
- 拓殖大学（4位）
- 法政大学（6位）
- 青山学院大学（8位）

地方ブロック
- 宮田自動車（北海道）
- 柏リーブス（関東）
- 愛知学泉大学（東海）
- ファイサンズ岡山（中国）
- 延岡学園高等学校（九州）

- 東北学院大学（東北）
- 北陸高等学校（北信越）
- 京都産業大学（近畿）
- 四国電力（四国）

### 女子
WJBL
- 日本航空JALラビッツ（Wリーグ1位）
- JOMOサンフラワーズ（Wリーグ3位）
- 三菱電機コアラーズ（Wリーグ5位）
- 日立ハイテクノロジーズ・スクァレルズ（Wリーグ7位）
- 東京海上日動（WIリーグ1位）
- 荏原製作所エバラヴィッキーズ（WIリーグ3位）

- シャンソン化粧品シャンソンVマジック（Wリーグ2位）
- トヨタ自動車アンテロープス（Wリーグ4位）
- 富士通レッドウェーブ（Wリーグ6位）
- デンソーアイリス（Wリーグ8位）
- アイシン・エィ・ダブリュ ウィングス（WIリーグ2位）
- 甲府クィーンビーズ（WIリーグ4位）

学生
- 筑波大学（1位）
- 鹿屋体育大学（3位）
- 専修大学（5位）
- 立命館大学（7位）

- 大阪人間科学大学（2位）
- 白鷗大学（4位）
- 武庫川女子大学（6位）
- 桜花学園大学（8位）

地方ブロック
- アカシヤクラブ（北海道）
- 玉川大学（関東）
- 愛知学泉大学（東海）
- 広島大学（中国）
- 熊本国府高等学校（九州）

- 聖和学園高等学校（東北）
- 石川県立津幡高等学校（北信越）
- 大阪薫英女学院高等学校（近畿）
- 英明高等学校（四国）

## 試合結果

### 男子
準々決勝
- 三菱電機 101 - 67 オーエスジー
- 北陸高 68 - 107 松下電器

- トヨタ自動車 79 - 78 東芝
- アイシン 74 - 57 日立

準決勝
- 三菱電機 71 - 76 トヨタ自動車

- アイシン 81 - 65 松下電器

決勝
- アイシン 66 - 51 トヨタ自動車

### 女子
準々決勝
- JOMO 74 - 63 富士通
- 三菱電機 60 - 80 トヨタ自動車

- 甲府 50 - 88 シャンソン化粧品
- 日本航空 88 - 66 日立ハイテクノロジーズ

準決勝
- JOMO 67 - 74 シャンソン化粧品

- 日本航空 74 - 63 トヨタ自動車

決勝
- 日本航空 76 - 67 シャンソン化粧品

## 大会ベスト5

### 男子
- 佐古賢一（アイシン№2・2年連続7回目）
- 後藤正規（アイシン№6・5年連続5回目）
- エリック・マッカーサー（アイシン№55・2年ぶり3回目）
- 網野友雄（トヨタ自動車№22・初受賞）
- 古田悟（三菱電機№45・2年ぶり4回目）

### 女子
- 薮内夏美（日本航空№7・2年ぶり2回目）
- 矢代直美（日本航空№11・3年ぶり2回目）
- 永田睦子（シャンソン化粧品№0・7年連続8回目）
- 大神雄子（JOMO№1・初受賞）
- 池田麻美（トヨタ自動車№15・初受賞）